# ベーダ・ヴェネラビリス

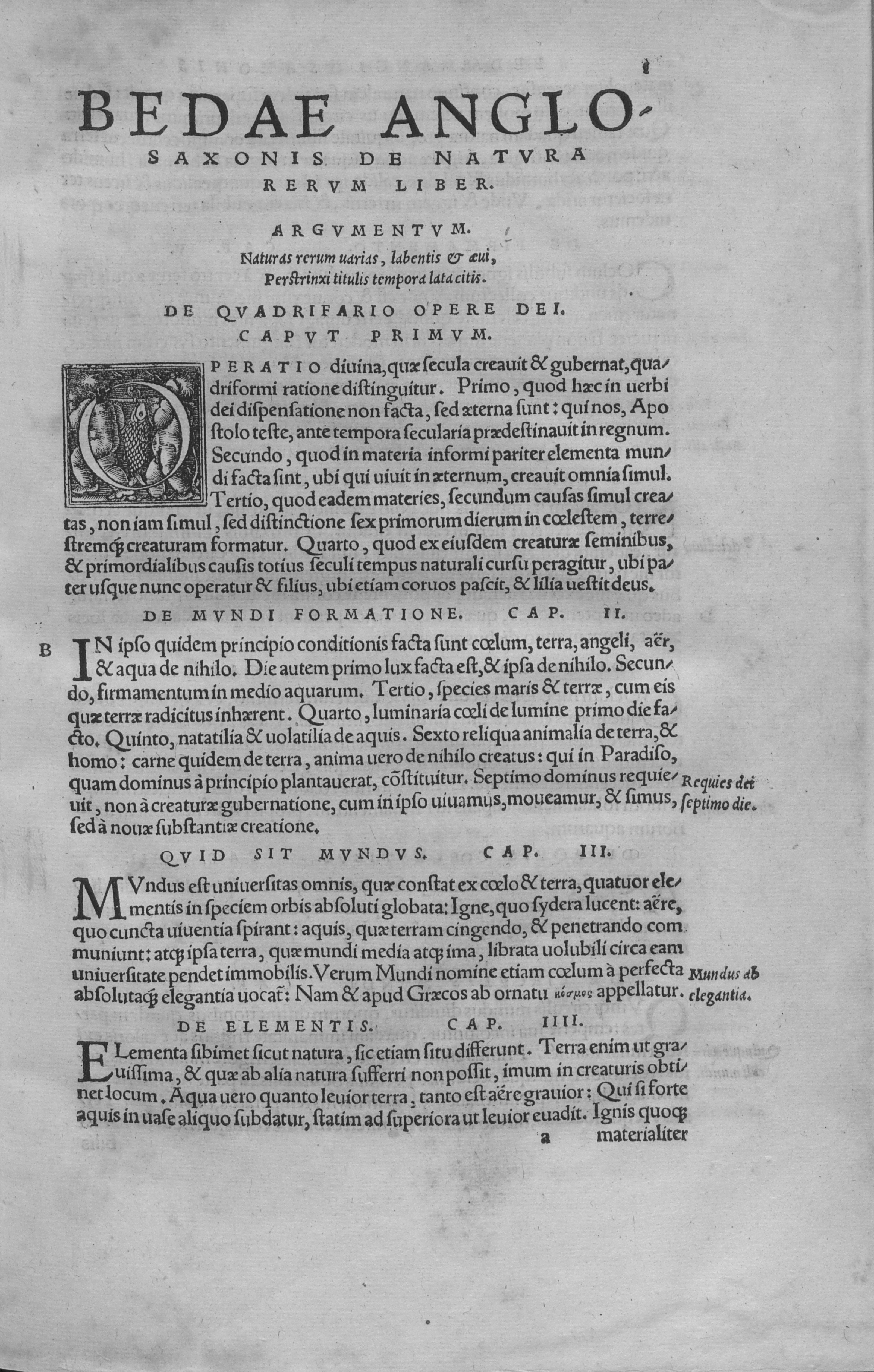
De natura rerum, 1529

ベーダ（Beda, Bade, Bæda, 672年/673年 - 735年5月26日）は、イングランドのキリスト教聖職者・歴史家・教会博士。カトリック教会・聖公会・ルーテル教会・正教会で聖人。
9世紀以降からベーダ・ヴェネラビリス（Beda Venerabilis、ラテン語）と呼ばれ、日本語では尊敬すべきベーダまたは尊者ベーダ （Bede the Venerable、英語) と訳されている。現代の英語では、名は「Bede」と綴られ「ビード（[ˈbiːd] BEED）」と発音される。

## 生涯・人物
ベーダは北イングランドの方ノーサンブリアのウェア河口に生まれ、生涯タイン川河口の町ジャローから出ることはなかった。イングランド教会史を齢59歳で書き終えていると自ら書いており、また校了は731年頃とされる事から彼の生年は672年ないし673年頃と思われる。彼が高貴な生まれであったかは分かってはいないが、7歳でウェアマス（Wearmouth）と修道院に入り、17歳で輔祭に、30歳で司祭となった。没年は735年5月26日、修道院に埋葬されたが、後にダラム大聖堂に移された。
682年からジャロー修道院で過ごし、ノーサンブリア貴族出身の修道士ベネディクト・ビスコップと彼の後継者チェオフリドにギリシア語とラテン語、詩作、ローマの主唱を学ぶ。古いアイルランド出身の先師たちが築いた伝統により、聖書解釈に進んだ。在世時のベーダの名声も、主として聖書解釈の方面にあった。
ベーダは多くの著作を残した。その記述は多岐にわたる。ギリシャ・ローマの古典はベーダによって初めてイングランドで再生し、スコラ学の先駆者となった。ギリシア・ローマの古典を引用し、天文・気象・物理・音楽・哲学・文法・修辞・数学・医学に関してその時イギリスで集められるかぎりの文献を渉猟した。ベーダが引用した文献はプラトーンやアリストテレス、小セネカ、キケロ、ルクレティウスやオウィディウス、ウェルギリウスなどである。その絶大な勤勉さによって、弟子たちにとっては、ベーダ自身が百科事典の役割を果たしたように思われる。

## 著書
今日ベーダの主著として知られるのは『イングランド教会史』（羅: Historia ecclesiastica gentis Anglorum, 英: Ecclesiastical History of the English People, 5巻）である。この書はしばしば彼の名を付して『ベーダ』とのみ呼ばれる。これは現存する最古のイングランドの通史であり、ベーダはイギリス最初の史家として知られる。
ベーダはブリタンニアの地理・住民とローマの支配を概括することからはじめ、聖人たちの業績や修道院の歴史を縦糸とし、イングランド各王国の盛衰を横糸として、その間にいくつかの奇跡（火災や難病治療についての）や教会内部の問題をつづり、最後に事件を年代記風に整理して、自己の略歴と著作を記して終わる。このときベーダが模範としたのは、ヨセフスの古代ユダヤを扱った歴史書、またエウセビオスの教会史であった。
『イングランド教会史』はイングランド初期のキリスト教の発達についてだけでなく、7世紀初めから8世紀前半にかけての信頼すべき史料となっている。ローマ支配下のブリタンニア、カンタベリーのアウグスティヌスの伝道、テオドルス、チャド、ウィルフリッドなど偉大な司教たちの事績や、サクソン人やジュート人の進入、スコットランド・アイルランドの当時の状況について、平易なラテン語で詳細で迫力ある叙述をおこない、文学としても高く評価されている。